# Badacsony
De Badacsony is een 426 meter hoge vulkanische berg aan de noordwestkant van het Balatonmeer in Hongarije. Ook de streek langs het meer wordt met de naam Badacsony aangeduid. Deze omvat vijf dorpen die over een lengte van 11 km aan de voet van de Badacsony liggen. Deze omgeving bevat rotsen en bossen, vanwaar men een weids uitzicht heeft over het meer en op het grillig gevormde Tapolca-bekken, waar de Badacsony-heuvel deel van uitmaakt; het landschap is van vulkanische oorsprong en de heuvels lijken op kraterkegels die zijn blijven staan. Ze zijn over het algemeen niet hoger dan 400 meter.

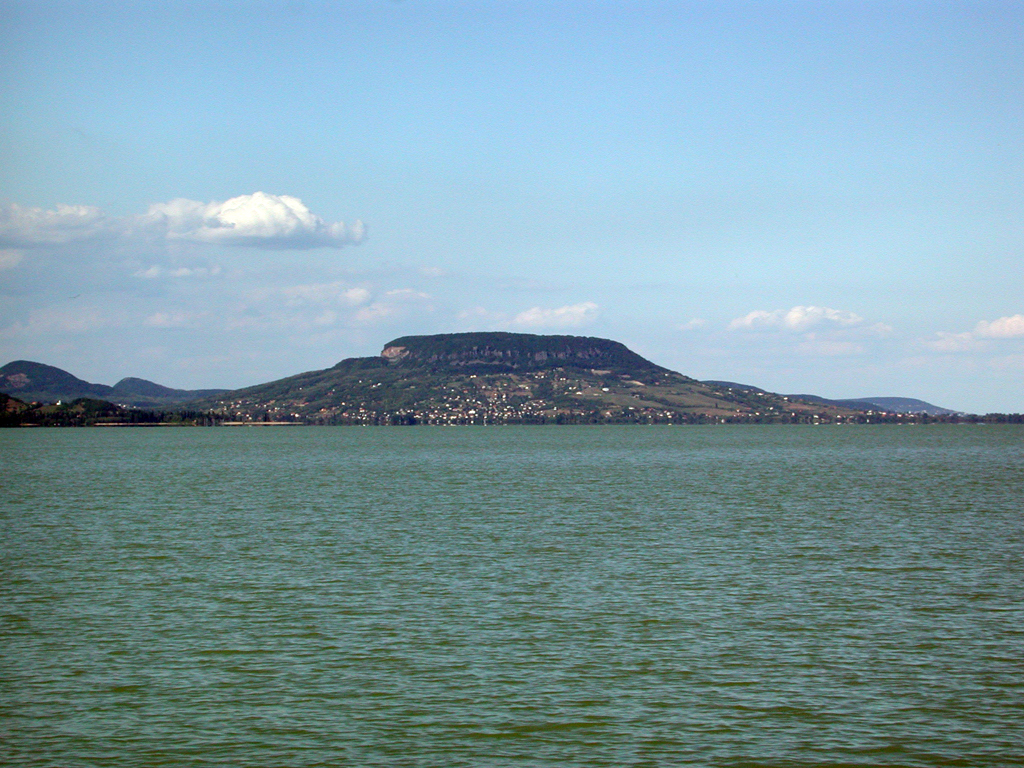
Badacsony, gezien vanaf Balatonmáriafürdő.

## Badacsony-wijnen
Op de Badacsony-heuvel-terrassen vindt men de druiven die de Badacsony-wijnen opleveren. Het zijn lichte, heldere witte wijnen.
Het microclimaat en de vulkanische bodem zijn gunstig voor de wijnbouw aan het meer. Een gebruikte uitspraak is daar "Alleen de wijnstok die zijn spiegelbeeld in het Balaton ziet, geeft een goede wijn".